# Yigoga lutescens
Yigoga lutescens là một loài bướm đêm trong họ Noctuidae.